# Bat Trang
Bát Tràng är en hantverksby 10 kilometer sydöst om Hanoi i Gia Lam distriktet. Byn har specialiserat sig på keramiktillverkning och produktionen exporteras främst till Hanoi. Mycket hamnar i turistkvarteren men många lastar sin cykel med keramik för att sedan sälja på Hanois gator. Byn har en utomhusmarknad där ett stort antal försäljare säljer olika keramikföremål.